# 呂欣晏
呂欣晏（1987年5月18日—），為臺灣女藝人、與女藝人五熊是高中同班同學、女模特兒。是伊林娛樂的旗下女模特兒    。

## 影視作品

### 電視劇
| 年份   | 播出頻道   | 劇名         | 飾演   |
| 2011年 | 公視、TVBS | 《單數絕配》 | 許美玲 |

### 微電影
- 2013年《雜務特勤組》 飾演康凱莉

### 廣告
- 樂透彩-選美篇
- 三星手機

## 參與節目
| 播出頻道   | 節目名稱       |
| 緯來       | 《打擊出去》   |
| 緯來       | 《天黑請閉眼》 |
| 衛視中文台 | 《麻辣天后宮》 |
| 中視       | 《舞林大道》   |
| 台視       | 《齊天大勝》   |
| 衛視中文台 | 《歡樂幸運星》 |
| 華視       | 《名模出任務》 |

## 外部連結
- 呂欣晏Annie Lu的Facebook專頁